# Technip Energies
Technip Energies — международная инженерно-строительная компания. Осуществляет проектирование и строительство предприятий по производству сжиженного природного газа, водорода и биодизеля, нефтеперерабатывающих и нефтехимических заводов. Зарегистрирована в Нидерландах, штаб-квартира расположена в Нантере (Франция). Создана в 2021 году выделением из TechnipFMC.

## История
TechnipFMC была создана в 2017 году слиянием французской компании Technip (основанной в 1958 году) и американской FMC Technologies.
Преобразование подразделения по проектированию и строительству промышленных предприятий в самостоятельную компанию Technip Energies состоялось 16 февраля 2021 года путём размещения её акций на бирже Euronext Paris.

## Собственники и руководство
Ключевыми акционерами компании являются нидерландская инвестиционная группа HAL Investments (15 % акций) и французская государственная инвестиционная группа Bpifrance (9 %).
- Джозеф Ринальди (Joseph Rinaldi, род. в 1957 году) — председатель совета директоров с 2021 года; большая часть карьеры проходила в юридической фирме Davis Polk[англ.].
- Арно Пьетон (Arnaud Pieton, род. в 1973 году) — генеральный директор с 2021 года, в компании Technip с 2004 года.

## Деятельность

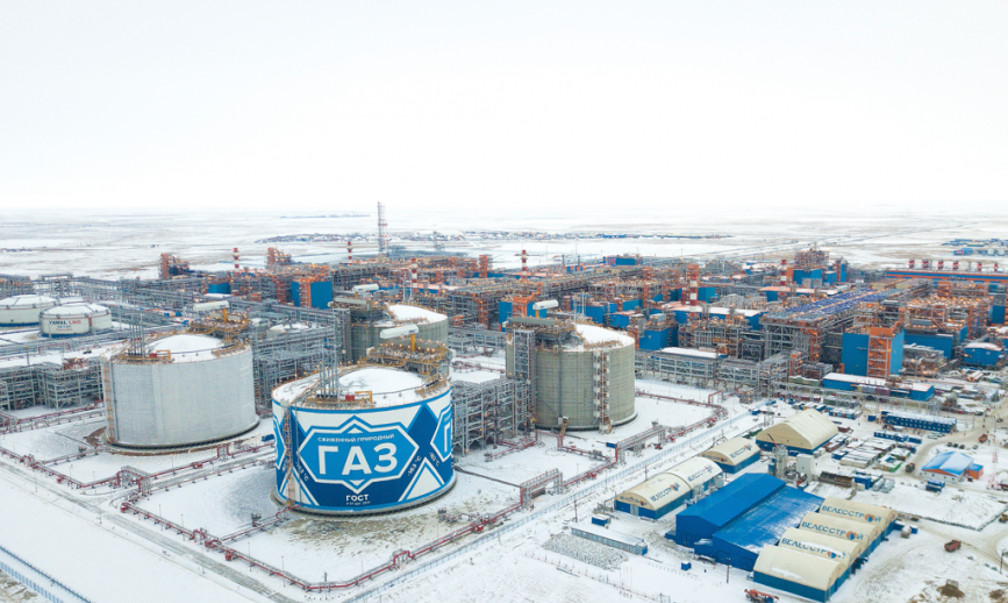
Ямал СПГ

Technip Energies осуществляет проектирование предприятий, контроль за ходом строительных работ, приобретение, доставку и установку оборудования, приобретение лицензий на технологии, пуск предприятий, подготовку персонала, обслуживание, расширение и перепрофилирование существующих предприятий. Компания специализируется на предприятиях энергетического сектора: предприятия по производству сжиженного природного газа (в том числе плавучие), нефтеперерабатывающие, нефтехимические и химические заводы, заводы по производству биотоплива, предприятия по улавливанию углекислого газа, производству «голубого» и «зелёного» водорода.
Выручка компании за 2023 год составила 6 млрд евро, её распределение по регионам: Африка и Ближний Восток — 45 %, Европа и Россия — 26 %, Азиатско-Тихоокеанский регион — 17 %, Америка — 12 %. Сданные проекты принесли 68 % выручка, а технологии и услуги — 32 %.
Среди наиболее крупных проектов: Coral FLNG (Мозамбик), Prelude FLNG (Австралия), Midor Refinery (Египет), Etileno XXI (Мексика), проекты NFE и NFS LNG (Катар), Neste Biorefinery (Нидерланды), BAPCO Refinery (Бахрейн), Ямал СПГ (Россия).